# ألان أبيل (فنان إيقاعي)
ألان أبيل (بالإنجليزية: Alan Abel)‏ هو فنان إيقاعي أمريكي، ولد في 1928 في هوبارت في الولايات المتحدة.

## وصلات خارجية
- ألان أبيل على موقع ميوزك برينز (الإنجليزية)
- ألان أبيل على موقع أول ميوزيك (الإنجليزية)
- ألان أبيل على موقع ديسكوغز (الإنجليزية)